# Fillmore (New York)
Fillmore è un census-designated place e hamlet della città di Hume. Si trova negli Stati Uniti d'America, nello stato di New York, nella Contea di Allegany. Nel 2010 possedeva 603 abitanti.